# Mariano Sánchez (tenista)
Mariano Sánchez (Cuernavaca, 3 de julio de 1978) es un exjugador de tenis profesional mexicano.

## Biografía
Sánchez, es un jugador diestro nacido en Cuernavaca, se volvió profesional en 1996. Competía mayoritariamente en el ATP Challenger Series, donde ganó dos títulos de dobles, pero apareció solo dos veces en el Abierto Mexicano de Tenis (torneo del ATP Tour). En ambas ocasiones él bien,  sea un finalista en 1997 con Luis Herrera, entonces en 1998 hizo semifinales con Leonardo Lavalle.
En competición de la Copa Davis, Sánchez jugó en tres oportunidades para México. En la Zona de América play-off juego contra Bahamas y Colombia. En cada de las contiendas ganó sus partidos de singles, habiendo México ya perdido. Su otra contienda fue en la Copa Davis 2000 en contra Venezuela, en la final del Grupo de Zona de la América II. México ganó la contienda por 5–0 asegurando la promoción al Grupo I, con Sánchez ganador ambos partidos de singles.

## Finalista en el ATP Tour

### Dobles: 1 (0–1)
| Resultado  | Núm. | Año  | Torneo                   | Superficie | Socio        | Adversarios                     | Puntuación    |
| ---------- | ---- | ---- | ------------------------ | ---------- | ------------ | ------------------------------- | ------------- |
| Subcampeón | 1.   | 1997 | Ciudad de México, México | Clay       | Luis Herrera | Nicolás Lapentti Daniel Orsanic | 6–4, 3–6, 6–7 |

## Títulos Challenger

### Dobles: (2)
| Núm. | Año  | Torneo         | Superficie | Compañero           | Adversarios                        | Puntuación |
| ---- | ---- | -------------- | ---------- | ------------------- | ---------------------------------- | ---------- |
| 1.   | 1998 | Puebla, México | Duro       | Alejandro Hernández | Bernardo Martínez Gouichi Motomura | 7–6, 7–6   |
| 2.   | 1998 | Toluca, México | Clay       | Alejandro Hernández | Edwin Kempes Rogier Wassen         | 6–3, 6–4   |